# Erythrina americana
Erythrina americana là một loài thực vật có hoa trong họ Đậu. Loài này được Mill. miêu tả khoa học đầu tiên.

## Hình ảnh

- Tập tin:Erythrina americana (Hernán García Crespo) 001.jpg